# TripAdvisor
TripAdvisor, Inc. là một công ty du lịch Hoa Kỳ chuyên cung cấp các đánh giá liên quan đến du lịch. Nó cũng bao gồm các diễn đàn du lịch tương tác.
TripAdvisor đã có cách tiếp cận sớm với nội dung do người dùng tạo ra. Các dịch vụ của trang web sẽ miễn phí cho người dùng, và người dùng cung cấp lại hầu hết nội dung, và trang web được hỗ trợ bởi mô hình kinh doanh quảng cáo.

## Mô tả

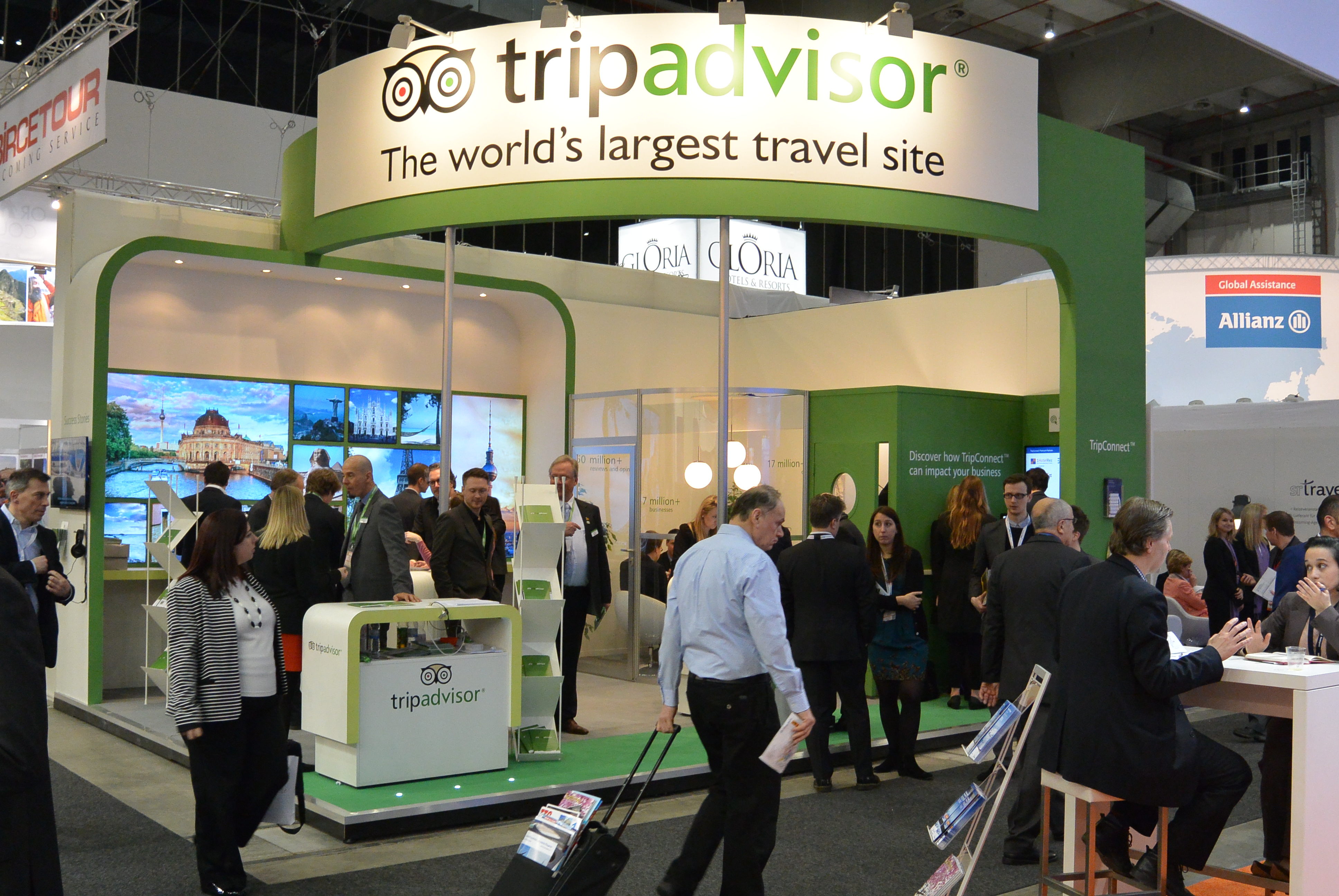
Một gian hàng của TripAdvisor tại ITB Berlin 2014

TripAdvisor, có trụ sở tại Needham, Massachusetts, tuyên bố là trang web du lịch lớn nhất thế giới với hơn 60 triệu thành viên và hơn 170 triệu đánh giá và ý kiến về khách sạn, nhà hàng, điểm tham quan và các doanh nghiệp liên quan đến du lịch. TripAdvisor Media Group điều hành 25 thương hiệu du lịch, bao gồm TripAdvisor, Airfarewatchdog, BookingBuddy, Citymaps, Cruise Critic, Family Vacation Critic, FlipKey, GateGuru, Holiday Lettings, Holiday Watchdog, Independent Traveler, Jetsetter, lafourchette, Niumba, OneTime, SeatGuru, SmarterTravel, Tingo, TravelPod, Tripbod, VacationHomeRentals, Viator, và VirtualTourist. TripAdvisor điều hành các trang web quốc tế, với các địa điểm như Austria, Australia, Brazil, Canada, China (dưới thương hiệu 猫途鹰 www.tripadvisor.cn), Denmark, France, Germany, Greece, India, Indonesia, Ireland, Italy, Japan, Mexico, The Netherlands,Norway, Poland, Portugal, Russia, Serbia, Singapore, Spain, Sweden, Thailand, Turkey, Vương quốc Anh, và Hoa Kỳ.

## Lịch sử
Vào tháng 2 năm 2000, TripAdvisor được thành lập bởi Stephen Kaufer, Langley Steinert và nhiều người khác

## Mua bán
Tháng 5 năm 2007, TripAdvisor đã mua lại Smarter Travel Media vốn điều hành SmarterTravel.com và BookingBuddy.com; SeatGuru.com; TravelPod.com; và Travel-Library.com.
Cũng trong tháng 5 năm 2007, TripAdvisor đã mua lại The Independent Traveler, Inc., nhà xuất bản của Cruise Critic.com và IndependentTraveler.com